# تاتيانا فردمان
تاتيانا فردمان (الروسية: Татьяна Михайловна Фердман) هي لاعبة كرة طاولة دولية سابقة من الاتحاد السوفيتي.

## مسيرتها في لعبة تنس الطاولة
فازت بثلاث ميداليات لبطولة العالم بما في ذلك ميدالية ذهبية في حدث الزوجي المختلط مع ستانيسلاف جوموزكوف في بطولة العالم لكرة الطاولة في عام 1975. هي أيضاً فازت بلقب English open.